# Snímání z kříže (Rogier van der Weyden)
Snímání z Kříže Rogiera van der Weydena je jedním z nejvýznamnějších děl Severské renesance, které ovlivnilo pozdně gotické malířství v celé západní Evropě.

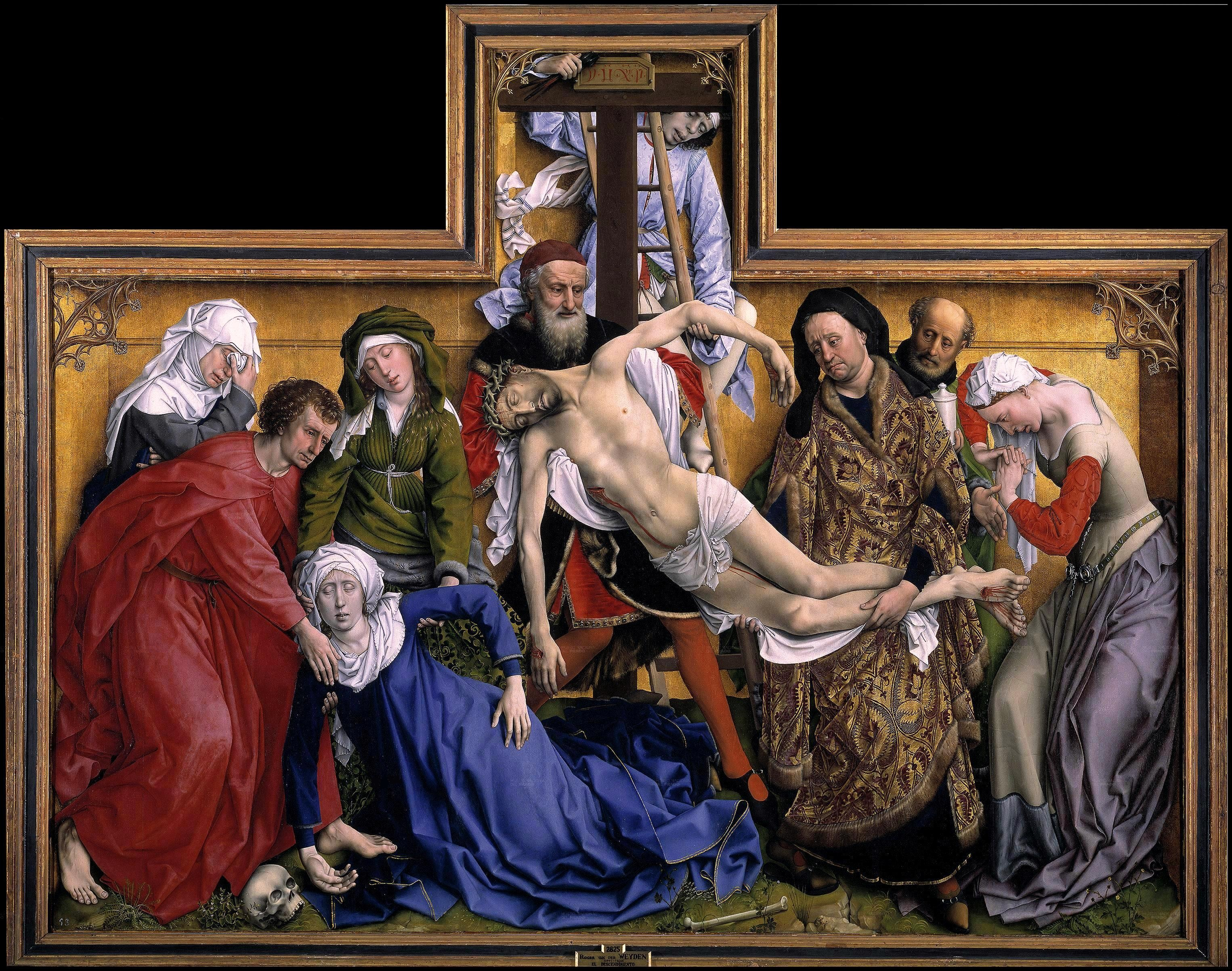
Snímání z kříže, Rogier van der Weyden (1435), Museo del Prado

## Dílo
Obraz je olej na plátně, připevněném na desce z 11 kusů baltského dubu a měří 220,5 x 259,5 cm. Deska se zachovala v mimořádně dobrém stavu. V tomto raném díle Rogiera van der Weydena je patrný vliv jeho učitele Roberta Campina, zejména v ostrém a plastickém vykreslení oděvů, realistickém podání tváří a užití živých základních barev, zejména červeně, modři a běloby.
Podle historika Lorne Campbella jsou na obraze tyto postavy (z levé strany): Marie, žena Kleofášova (sestřenice Panny Marie), před ní sv. Jan, Salome (v zeleném, další sestřenice Panny Marie), Panna Marie (omdlévající), tělo Ježíše Krista, Nikodém (v červeném), mladý muž na žebříku je pomocník Nikodéma nebo Josefa Arimatejského, dále Josef Arimatejský (v oděvu protkaném zlatem), vousatý muž s nádobou je pravděpodobně další služebník, vpravo od něj lomí rukama Maří Magdaléna.

## Historie díla

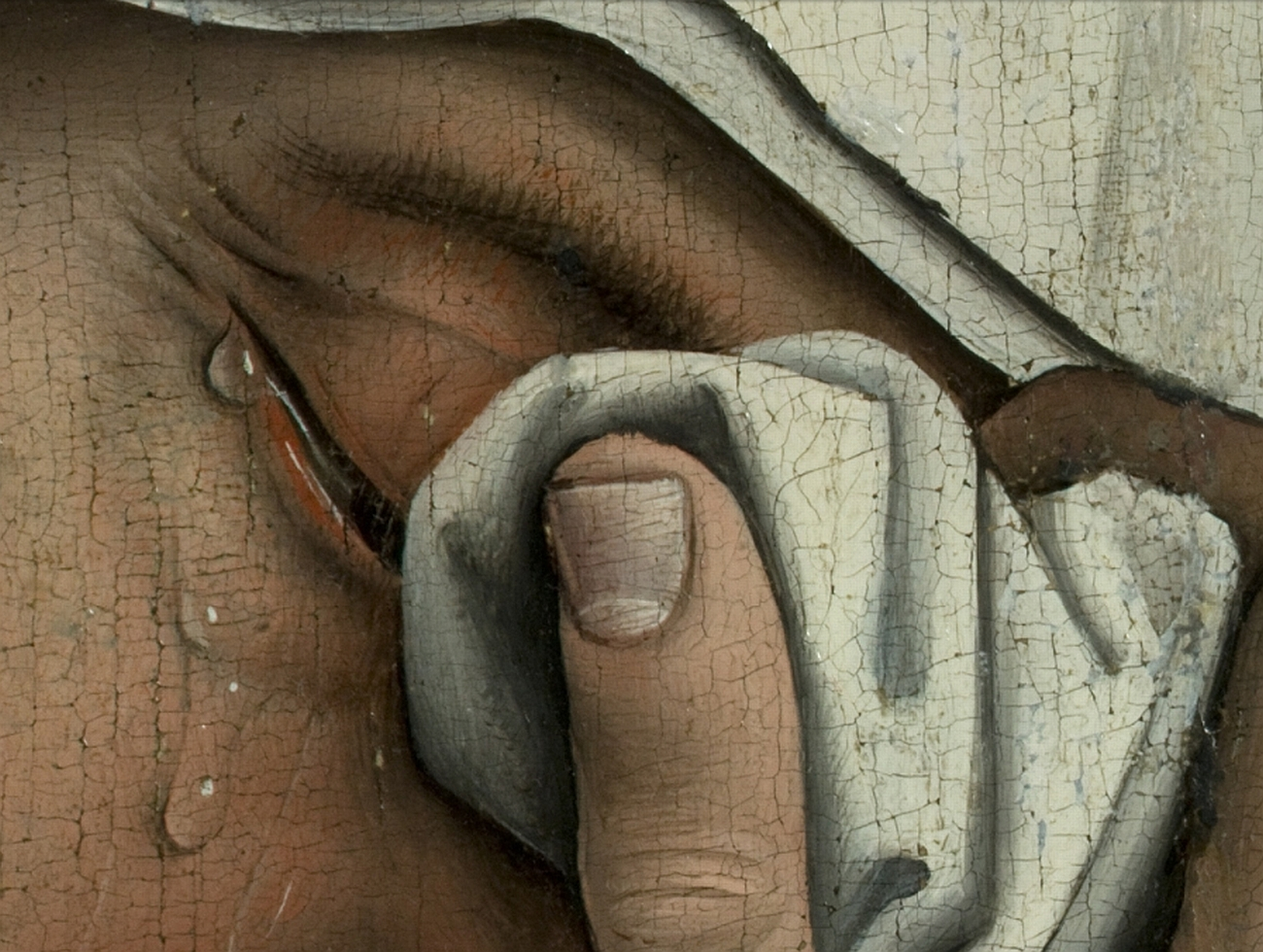
Detail (plačící Marie Kleofášova)

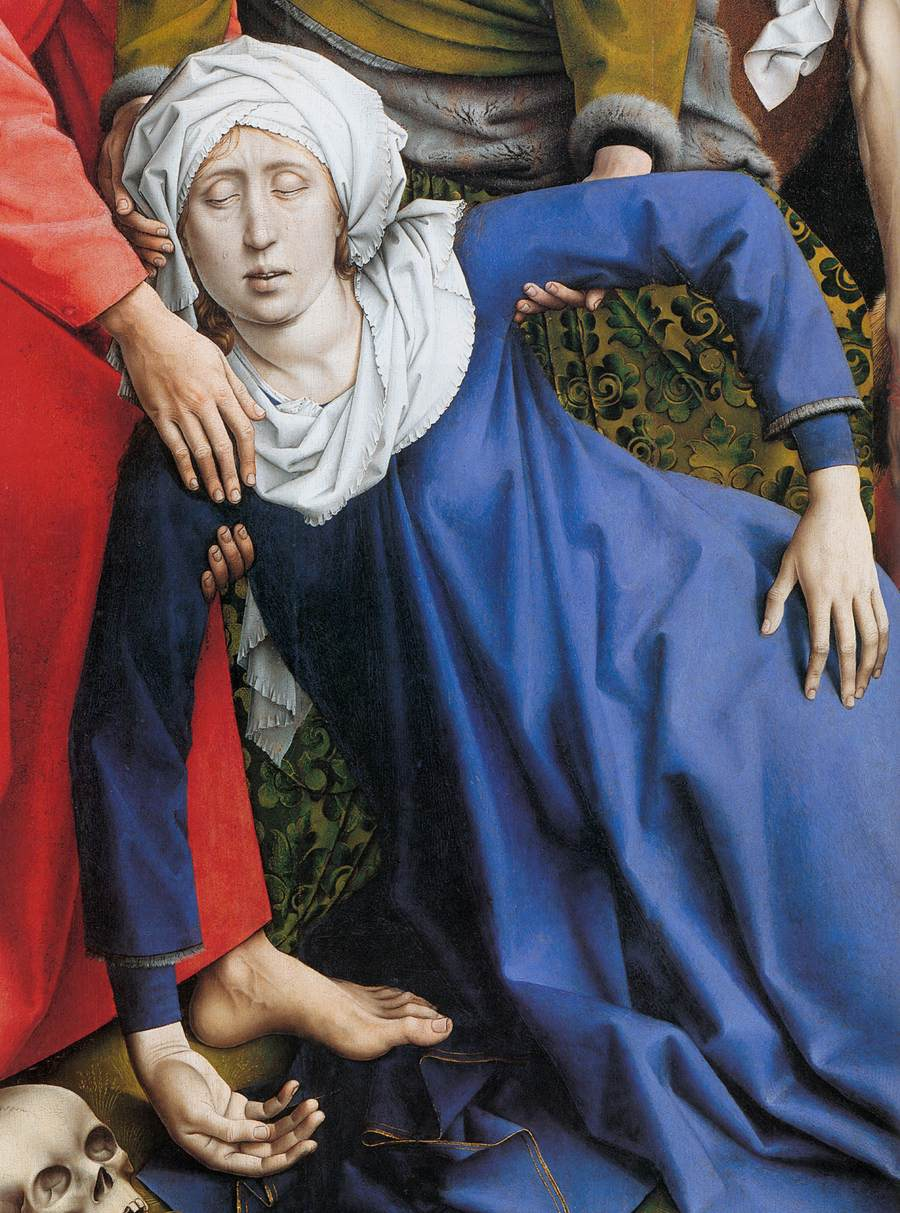
Panna Marie (detail)

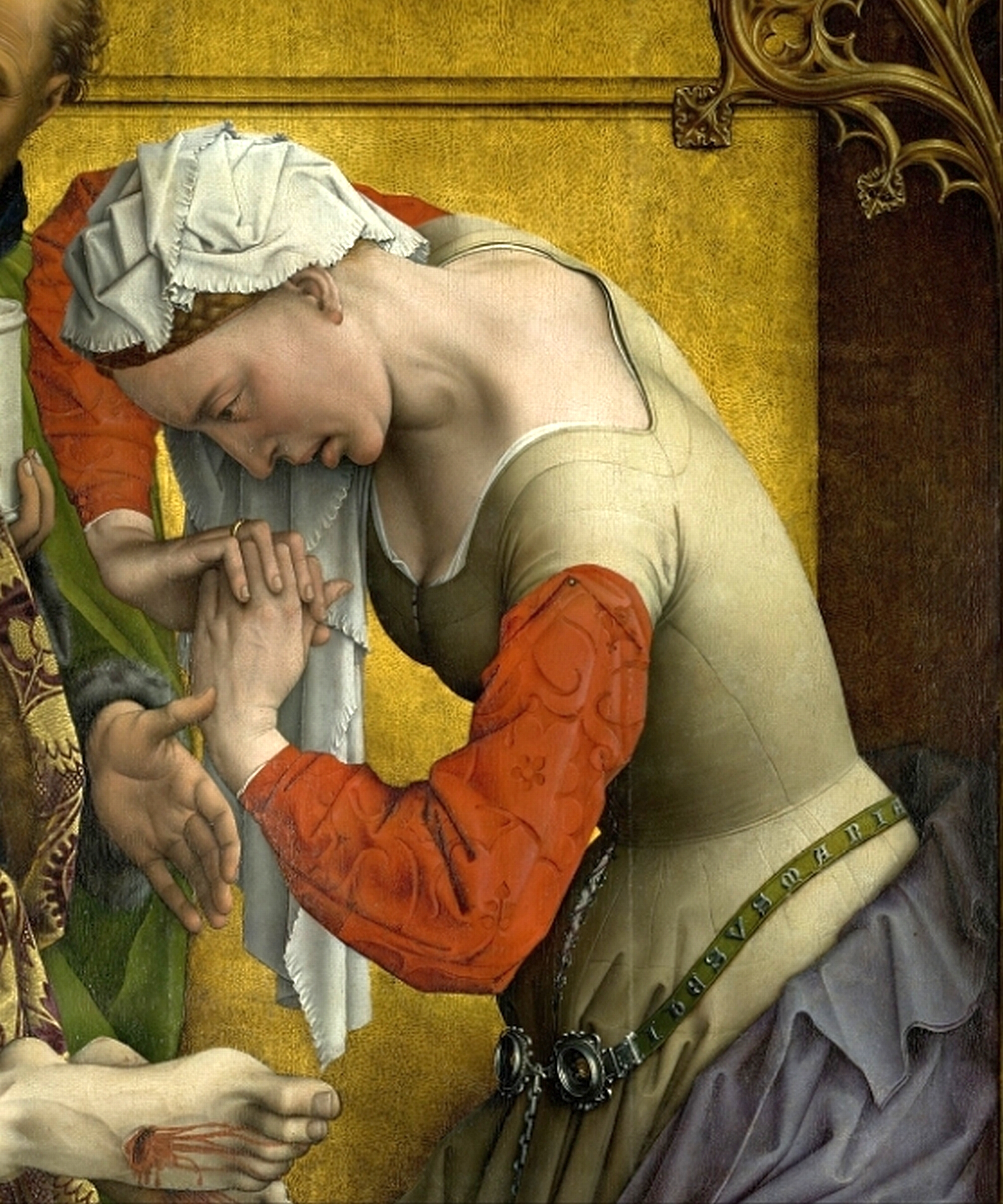
Detail Maří Magdaléna

Obraz namaloval Rogier van der Weyden na počátku své kariéry, krátce poté co ukončil školení u Roberta Campina. Toto mistrovské dílo mu přineslo bohatství a mezinárodní proslulost. Obraz byl během následujících dvou století mnohokrát kopírován a stal se nejpůsobivějším zpodobením scény Snímání z kříže v nizozemské malbě (Panofsky). S názorem většiny historiků nesouhlasí Felix Thürlemann, který se domnívá, že obraz je pozdním dílem Roberta Campina.
Dílo objednal cech střelců z kuše v Lovani (dnešní Belgie), což vysvětluje neobvyklý tvar mrtvého Kristova těla a kuše namalované v horních rozích. V Lovaňském kostele Onze-Lieve-Vrouw-van-Ginderbuiten visel obraz sto let a poté jej Marie Habsburská vyměnila za varhany v hodnotě 500 zlatých a dala pro kostel zhotovit jeho repliku dvorním malířem Michielem Coxcie (nyní v Bode-Museum). Od roku 1549 visel obraz v kapli Mariina sídelního hradu Binche, kde jej viděl její synovec, korunní princ a pozdější král Filip II. Španělský, který obraz získal roku 1555 do svého vlastnictví. V roce 1566 byl přechodně v loveckém zámečku El Pardo nedaleko Madridu, kde byla pořízena další replika (opět Michiel Coxcie). Obraz byl nakonec převezen roku 1574 do El Escorial. Během občanské války ve Španělsku byl odvezen z bezpečnostních důvodů do Valencie, roku 1939 zapůjčen na výstavu "Masterpieces of the Prado", v Musée d'Art et d'Histoire v Ženevě a poté umístěn v Museu del Prado. Poslední restaurování bylo provedeno v letech 1992-1993.

## Zobrazená scéna
V kanonických Evangeliích převezme mrtvé Kristovo tělo Josef Arimatejský (podle Jana s Nikodémem) a připraví ho k pohřbu. O Panně Marii se tyto texty nezmiňují. Ve středověku byl pašijový příběh doplněn a rozvinut a v souvislosti s mariánským kultem byla zvýrazněna role Panny Marie. Ve 14. století se stal populárním anonymní text Meditationes Vitae Christi, původně přisuzovaný sv. Bonaventurovi, který inspiroval řadu umělců, včetně Rogiera van der Weydena, při interpretaci scény Snímání z kříže. Apokryfní Nikodémovo evangelium, obsahující text Acta Pilati, vzniklo až ve středověku a zmiňuje omdlení Panny Marie na Via Dolorosa, při Ukřižování, Snímání z kříže a Ukládání Krista do hrobu. Tato scéna se opakuje na polovině všech obrazů s Ukřižováním, které vznikly mezi roky 1300 a 1500 Obraz Snímání z kříže Rogiera van der Weydena ukazuje Pannu Marii téměř ve shodné pozici s tělem Krista a je reflexí velmi populárního textu nizozemského kanovníka Tomáše Kempenského De Imitatione Christi (1418). Kniha, která vybízí k osobní zbožnosti a identifikaci s utrpením Krista a Panny Marie se stala okamžitě populární a vedle Bible nejčtenější spirituální literaturou. Do roku 1650 byla vytištěna 645 krát.